# Macrojoppa subbifasciata
Macrojoppa subbifasciata là một loài tò vò trong họ Ichneumonidae.